# Automotrice ÖBB 4020
L'automotrice 4020 delle Österreichische Bundesbahnen (ÖBB) è un'automotrice elettrica progettata per il trasporto ferroviario locale e suburbano.
Le automotrici sono parte di convogli bloccati a tre elementi, costituiti con una rimorchiata intermedia (serie 7020) e una rimorchiata pilota (serie 6020).

## Storia
I convogli costituiti da un'automotrice 4020 e relative rimorchiate furono costruiti dal 1978 al 1987 per i servizi vicinali e regionali della rete ÖBB. Il progetto costituì un'evoluzione delle precedenti 4030.
In totale vennero costruiti 120 treni di tre elementi, e la numerazione delle unità fu pertanto 4020.001 ÷ 120, 7020.001 ÷ 120 e 6020.001 ÷ 120. I convogli vennero messi in servizio sulla rete celere di Vienna ("S-Bahn") e sulle linee regionali del Tirolo e del Vorarlberg.
A partire dal 1996 i treni vennero modernizzati con modifiche interne ed esterne di limitata entità, ed alcuni di essi ricevettero una nuova livrea in grigio con dettagli rossi. Dalla fine del 2002 i treni vennero equipaggiati con un nuovo sistema di frenatura d'emergenza, e in conseguenza di ciò vennero progressivamente rinumerati nella serie 200 (da 4020.200 in poi).